# Tamarixia flavicoxae
Tamarixia flavicoxae är en stekelart som beskrevs av Kostjukov 2000. Tamarixia flavicoxae ingår i släktet Tamarixia och familjen finglanssteklar. Inga underarter finns listade i Catalogue of Life.